# Mystery Train
«Mystery Train» — песня, написанная афроамериканским блюзменом Джуниором Паркером и Сэмом Филлипсом, в студии которого (Sun Records) данная песня была записана и выпущена на сингле в 1953 году. В 1955 году в той же студии песню записал Элвис Пресли для своего пятого сингла. Позже «Mystery Train» также исполняло множество других музыкантов (Боб Дилан, The Doors, Led Zeppelin, Брюс Спрингстин, Карл Перкинс и др.).

## Версия Элвиса Пресли
Пресли записал «Mystery Train» 11 июля 1955 года; в тот же день были записаны «I Forgot to Remember to Forget» (новая песня, написанная Стэном Кеслером) и «Tryin' to Get to You» негритянской группы The Eagles. Рефрен строчки «Train I ride sixteen coaches long» близко повторяет песню The Carter Family «Worried Man Blues» 1930 года.
Сторона «Б» сингла (песня «I Forgot to Remember to Forget») приобрела ещё большую популярность, заняв в 1956 году 1-место в хит-параде категории кантри журнала «Биллборд».
Для Пресли «Mystery Train» стал его пятым синглом (вышел 1 августа 1955); он же стал последним на лейбле Sun Records: следующий сингл — «Heartbreak Hotel» — выйдет в 1956 году на RCA Records.